# Ask i ask-ägande
Ask i ask-ägande är en mekanism för att öka en aktieägares inflytande i företag.
Ask i ask-ägande innebär att en aktieägare utövar kontroll av ett företag, vilket i sin tur kontrollerar ett annat företag. Poängen är att kontrollen av det senare företaget på detta sätt kan ske genom betydligt mindre aktiekapital än genom ett direkt ägande.
Ask i ask-ägandet har, i kombination med röstdifferentiering med röstserier med olika röstetal, varit en viktig teknik i uppbyggnaden av företagssfärer i Sverige med hjälp av investmentbolag, och har inte minst bidragit till Wallenbergsfärens storlek och långa livslängd. Således kunde Wallenbergstiftelserna år 1968, med ett innehav motsvarande en procent av det totala marknadsvärdet på Stockholmsbörsen, genom Investor kontrollera 14 börsbolag med omkring 42 procent av det totala börsvärdet.